# Konrad Wissmann

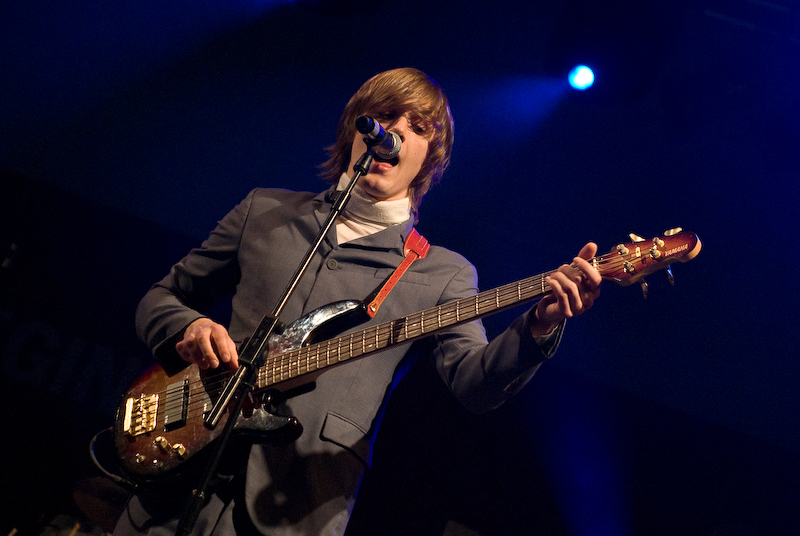
Konrad Wissmann während eines Konzertes mit Ruben Cossani (2008)

Konrad Wissmann (* 17. März 1984 in Hamburg) ist ein deutscher Popsänger, Songwriter, Musikproduzent und Multiinstrumentalist.

## Leben
Konrad Wissmann wuchs in Hamburg als jüngstes von vier Geschwistern auf. Er erhielt bereits früh Unterricht an Klavier und Schlagzeug sowie Gesangsstunden. Das meiste über Musik eignete er sich allerdings trotzdem autodidaktisch an. Nach seiner Schulzeit an der Rudolf Steiner Schule Hamburg-Wandsbek studierte Wissmann Gesang an der Hamburg School of Music. Zum Abschluss seines Studiums spielte er in Franz Wittenbrinks Kiez-Revue Café Amazonien im Hamburger St. Pauli Theater.

## Karriere
2006 gründete Konrad Wissmann gemeinsam mit dem Sänger, Songwriter und Produzenten Michel van Dyke sowie dem Sänger und Schlagzeuger Leonard Valentin Lazar die Band Ruben Cossani. Nach den drei Alben Tägliche Landschaft (2008), Alles auf einmal (2009) und Zu gut für diese Welt (2012) und einer Abschiedstournee löste sich die Band auf.

## Vorbilder und Einflüsse
Als Vorbilder aus der Kindheit nennt Konrad Wissmann u. a. Elvis Presley, Billy Joel und Robbie Williams, als musikalische Einflüsse u. a. derzeit aktuelle Musiker wie Feist und Peter Fox, Chansonniers wie Charles Aznavour und Gilbert Bécaud, aber auch seinen früheren Mitmusiker Michel van Dyke.

## Diskografie

### Solo

#### Alben
- 2013: Parole

#### Singles
- 2013: 1,2,3,4

### Mit Ruben Cossani

#### Alben
- 2008: Tägliche Landschaft
- 2009: Alles auf einmal
- 2012: Zu gut für diese Welt (Live-Album)

#### Singles
- 2008: Mitgefühl
- 2008: Haut
- 2008: Besser jetzt
- 2009: Bis auf letzte Nacht
- 2009: Es kann sein (die Wüste lebt)
- 2010: Raus (feat. Dokter Renz)